# Philoliche armigera
Philoliche armigera är en tvåvingeart som beskrevs av H. Oldroyd 1957. Philoliche armigera ingår i släktet Philoliche och familjen bromsar.
Artens utbredningsområde är Zambia. Inga underarter finns listade i Catalogue of Life.